# مقاطعة بيزا
مقاطعة بيزا (بالإيطالية: Provincia di Pisa)‏، مقاطعة تقع في الجزء الشمالي من وسط إيطاليا ضمن إقليم توسكانا، عدد سكانها 394.101 نسمة، ومساحتها 2444 كيلومتر مربع وتحتوي على 39 مدينة وبلدة، عاصمتها مدينة بيزا، تمتد من سهل نهر أرنو الطميي غرب توسكانا حتى البحر الليغوري على شكل مسدس معكوس، يحدها من الشمال مقاطعة لوكا، ومن الشرق مقاطعة فلورنسا ومقاطعة سيينا، ومن الجنوب مقاطعة غروسيتو، ومن الغرب مقاطعة ليفورنو والبحر الليغوري.ويقع فيها أبرز معالم إيطاليا الأثرية الا وهو برج بيزا المائل.

## أهم المدن
|   | المدينة           | الاسم بالإيطالية   | السكان |
| - | ----------------- | ------------------ | ------ |
| 1 | بيزا              | Pisa               | 88.363 |
| 2 | كاشينا            | Cascina            | 40.007 |
| 3 | سان جوليانو تيرمي | San Giuliano Terme | 30.757 |
| 4 | سان مينياتو       | San Miniato        | 27.067 |
| 5 | بونتيديرا         | Pontedera          | 26.842 |